# Rob Waddell
Robert Norman Waddell (ur. 7 stycznia 1975 w Te Kūiti) – nowozelandzki wioślarz oraz gracz rugby union, złoty medalista w wioślarskiej jedynce podczas Letnich Igrzysk Olimpijskich w Sydney.

## Osiągnięcia
- Mistrzostwa Świata – Kolonia 1998 – jedynka – 1. miejsce[1].
- Mistrzostwa Świata – St. Catharines 1999 – jedynka – 1. miejsce[1].
- Igrzyska Olimpijskie – Sydney 2000 – jedynka – 1. miejsce[1].
- Igrzyska Olimpijskie – Pekin 2008 – dwójka podwójna – 4. miejsce[1].